# 零测集

谢尔宾斯基三角形是由中的点构成的零测集

在数学分析中，零测集（英語：Null set）是一个测度为0的可测集，它可以被可数个测度为任意小的开区间的并集覆盖的集合。
零测集的概念不应与集合论中定义的空集混淆。空集的勒贝格测度为0，但也存在非空集的测度为0。例如，任何非空的可数实数集的勒贝格测度为零，因此它为零测集。
更一般的，给定测度空间{\displaystyle M=\left(X,\Sigma ,\mu \right)}，零测集{\displaystyle S\in \Sigma }满足{\displaystyle \mu (S)=0}。

## 例子
实数的有限或可数无限子集都是零测集。例如自然数集合和有理数集合都是实数集的可数无限子集，因此它们是零测集。
康托尔集是一个不可数的零测集。

## 定义
设{\displaystyle A}是实数集{\displaystyle \mathbb {R} }的子集，满足
{\displaystyle \forall \varepsilon >0,\ \exists \left\{U_{n}\right\}_{n}:U_{n}=(a_{n},b_{n})\subset \mathbb {R} :\quad A\subset \bigcup _{n=1}^{\infty }U_{n}\ \land \ \sum _{n=1}^{\infty }\left|U_{n}\right|<\varepsilon \,,}
其中{\displaystyle U_{n}}表示区间，{\displaystyle |U|}是区间{\displaystyle U}的长度，则{\displaystyle A}是零测集。
在数学分析的术语中，这个定义要求存在{\displaystyle A}的开覆盖序列，该序列覆盖长度的极限收敛到0。

## 性质
- 空集总是零测集。
- 可数个零测集的并集是零测集。
- 零测集的任何一个可测子集是零测集。

## 应用
零测集在勒贝格积分的定义中起到了关键作用。如果函数f和函数g除一个零测集以外处处相等，则f可积当且仅当g可积，并且二者的积分相等。这使Lp空间定义为除零测集外均为同一类函数的集合。